# 池端金毛猿金花蟲
池端金毛猿金花蟲（学名：Trichochrysea chihtuana）为金花蟲科金毛猿金花蟲屬下的一个种。分布地為台灣。